# Aside (canção)
Aside (em coreano: "방백") é uma canção interpretada pela boy band sul-coreana Shinee. Foi incluída como uma faixa em seu terceiro álbum de estúdio coreano, Dream Girl – The Misconceptions of You, lançado em 19 de fevereiro de 2013. Foi escolhida como single promocional do álbum, junto com "Beautiful" depois do lançamento do primeiro single e faixa-título, "Dream Girl".

## Produção
A canção foi escrita, composta e arranjada pelo produtor musical Hwang Hyun, um membro da conhecida equipe de compositores Sweetune, que havia trabalhado com o SHINee pela primeira vez, mas já trabalhou com outros membros da SM Town em vários projetos, incluindo "Athena" do TVXQ, "Butterfly" e "SPY" do Super Junior, "Snowy Wish" e "Vitamin" do Girls' Generation, "Swit!" e "...Is It OK?" do f(x), e "Happy X-Mas (War Is Over)" de J-Min. As letras foram escritas pelo próprio Hwang Hyun, juntamente com Choi Minho que também forneceu as letras de rap para outras cinco músicas do álbum.
A letra da canção diz sobre "como podemos amar alguém, mas não temos a coragem de dizer-lhes".

## Recepção
O colunista da Billboard K-pop, Jeff Benjamin escreveu que "o álbum é um triunfo que nunca falta em energia e equilibra acenos de 80 estrelas da música pop e com visão de futuro pop" e que "canções como "Punch Love Drunk" e "Aside" sonoramente recordam os sons de Michael Jackson e Lionel Richie, respectivamente". Unitedkpop.com deu a "Aside" uma classificação 6 de 10, comentando que "[ele] se sente um pouco tradicional e fiel a velhos músicas de Shinee". A colunista do Seoulbeats considerou "Aside" como a canção que menos gostou, explicando que "um som retro cansado que está em desacordo com o resto do álbum". O crítico de K-pop McRoth sugeriu que uma canção como "Aside" é "igualmente banal como obscura, uma atmosfera propensa, independentemente do seu valor elevado de produção".

## Promoção
A primeira apresentação de "Aside" foi no comeback de "Dream Girl", que foi transmitido ao vivo em 23 de fevereiro de 2013, juntamente com as performances de "Beautiful" e "Dream Girl". A canção mais tarde foi apresentada como single promocional, juntamente com "Dream Girl" em vários programas, incluindo Music Bank, Inkigayo, Show! Music Core e M! Countdown.

## Desempenho nas paradas
| Gráfico                        | Melhores posições |
| ------------------------------ | ----------------- |
| Gaon Weekly singles            | 23                |
| Gaon Download Singles chart    | 14                |
| K-Pop Billboard Weekly singles | 32                |